# 대전수미초등학교
대전수미초등학교는 대한민국 대전광역시 서구에 있는 공립 초등학교이다.

## 학교 연혁
- 2003. 02. 18. 대전수미초등학교 설립인가
- 2003. 09. 01. 대전수미초등학교 개교(21학급편성)
- 2003. 09. 15. 대전수미초등학교병설유치원 1학급 개원
- 2003. 10. 02. 대전수미초등학교 개교 기념식
- 2008. 03. 01. 대전광역시교육청지정 교내장학시범학교 운영(-2010.02.28.)
- 2008. 09. 26. 2008년 학교평가 우수교 선정(대전광역시교육청)
- 2011. 12. 30. 대전광역시교육청 교육과정 우수학교
- 2013. 12. 31. 대전광역시교육청 우수학교 선정
- 2013. 12. 31. 방과후학교 Top-School, 독서교육 Top-리딩 School,
- 2013. 12. 31. 인성교육 우수 브랜드 학교
- 2014. 12. 31. 대전광역시교육청 최우수학교 선정
- 2014. 12. 31. 방과후학교 Top-School 돌봄교실
- 2015. 02. 13. 제 11회 졸업식(45명, 총 1134명)
- 2015. 03. 01. 초등학교 14학급, 특수학급 1학급, 병설유치원 3학급 편성

## 참고 자료
- 대전수미초등학교 - 한국교육학술정보원 학교알리미